# Lachnopus
Lachnopus är ett släkte av skalbaggar. Lachnopus ingår i familjen vivlar.

## Bildgalleri

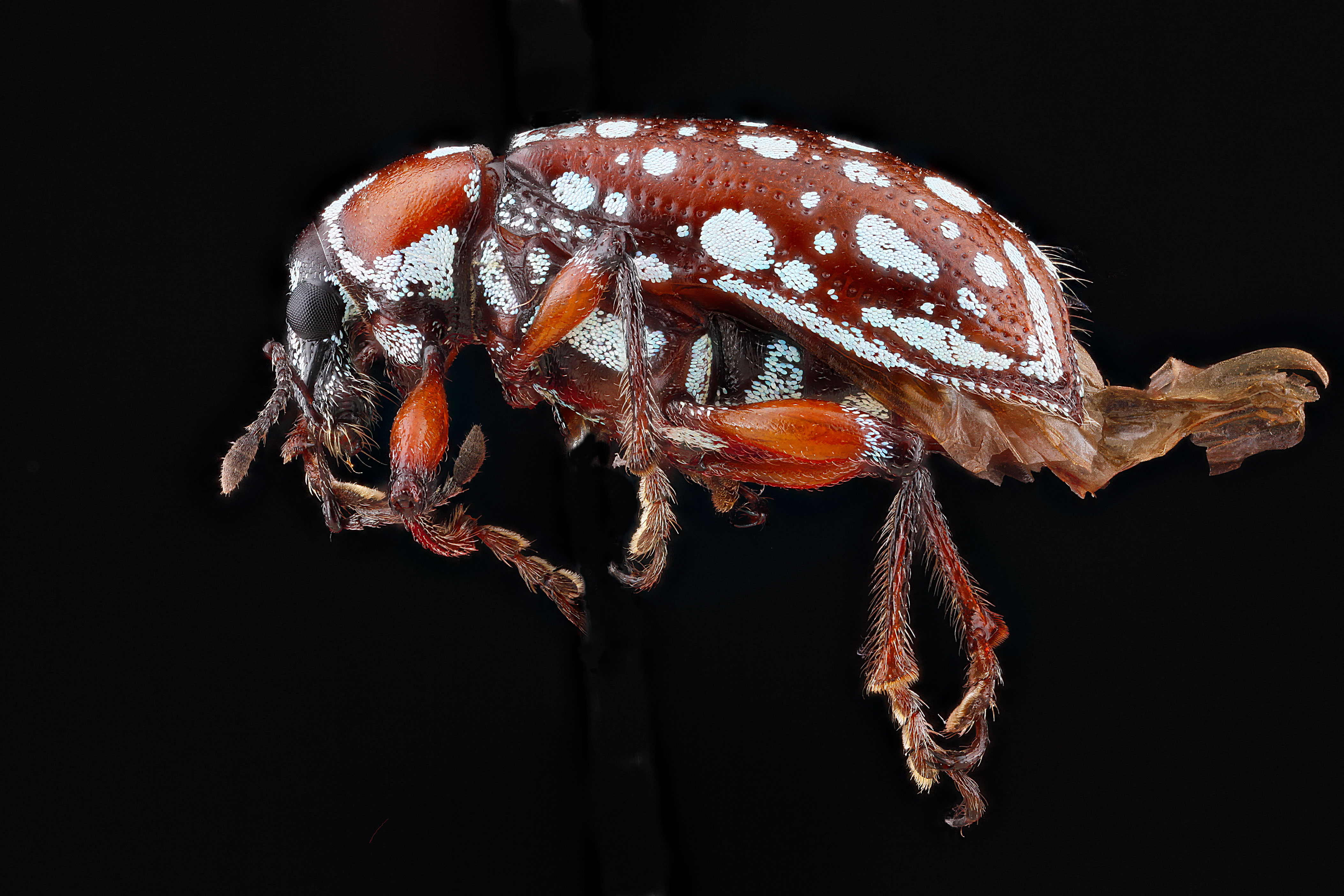

## Dottertaxa tillLachnopus, i alfabetisk ordning[1]
- Lachnopus acuticollis
- Lachnopus adspersus
- Lachnopus aereus
- Lachnopus alboguttatus
- Lachnopus albomaculatus
- Lachnopus argus
- Lachnopus atramentarius
- Lachnopus aulicus
- Lachnopus aurifer
- Lachnopus beauvoisii
- Lachnopus bellus
- Lachnopus bivirgatus
- Lachnopus blandus
- Lachnopus bruneri
- Lachnopus buchanani
- Lachnopus calcaratus
- Lachnopus campechianus
- Lachnopus canescens
- Lachnopus castilianus
- Lachnopus chirographus
- Lachnopus chlorophanus
- Lachnopus coffeae
- Lachnopus consentaneus
- Lachnopus curvipes
- Lachnopus dentipes
- Lachnopus distortus
- Lachnopus erectosetosus
- Lachnopus floridanus
- Lachnopus foveicollis
- Lachnopus gowdeyi
- Lachnopus granicollis
- Lachnopus guérini
- Lachnopus hirtus
- Lachnopus hispidus
- Lachnopus histrio
- Lachnopus inconditus
- Lachnopus interruptus
- Lachnopus kofresi
- Lachnopus lineatoguttatus
- Lachnopus lineicollis
- Lachnopus luxurians
- Lachnopus marmoratus
- Lachnopus marmoreus
- Lachnopus memnonius
- Lachnopus mercator
- Lachnopus montanus
- Lachnopus multipunctatus
- Lachnopus mundus
- Lachnopus niveo-irroratus
- Lachnopus oteroi
- Lachnopus planifrons
- Lachnopus plebejus
- Lachnopus plumipes
- Lachnopus pollinarius
- Lachnopus proteus
- Lachnopus pruinosus
- Lachnopus quadritaenia
- Lachnopus seini
- Lachnopus seriepunctatus
- Lachnopus sparsimguttatus
- Lachnopus splendidus
- Lachnopus spretus
- Lachnopus sublineatus
- Lachnopus trilineatus
- Lachnopus valgus
- Lachnopus villosipes
- Lachnopus vittatus
- Lachnopus wolcotti
- Lachnopus yaucoma